# Angry Birds 2
Angry Birds 2 (укр. Сердиті птахи 2) (раніше відома як Angry Birds Under Pigstruction) — відеогра 2015 року жанру головоломки, розроблена фінською компанією Rovio Entertainment і є дванадцятою грою в серії Angry Birds, а також прямим продовженням оригінальної Angry Birds. В грі з'являється новий птах на ім'я Сілвер, заклинання замість бонусів, а дія відбувається на багатоступеневих рівнях. 5 березня 2015 року гра була представлена обмеженому колу осіб у канадському App Store, магазині додатків для iOS, під назвою Angry Birds Under Pigstruction, а 30 липня 2015 року гра вийшла у всьому світі на системах iOS і Android. Протягом перших3-х днів гру було завантажено понад 10 млн. разів.
Ця частина стала першою, що отримала порядковий номер. Мова в ній знову іде про боротьбу птахів зі свинями, які викрадають їх яйця.

## Ігровий процес

Приклад ігрового процесу

Основний принцип гри не змінився. Користувачам пропонують таранити укріплення свиней, складені з різних матеріалів, стріляючи по них з рогатки птахами-знаряддями. Серед нововведень — можливість вибирати, яким птахом вистрілити (раніше треба було запускати їх у ворогів в певному порядку), а також спеціальні заклинання — наприклад, можна завалити свиней купою золотих качечок чи обернути всі укріплення на лід. Час від часу зустрічаються битви з босами. І птахи і заклинання тепер позначаються на картках. З усієї колоди одночасно доступні три. Матеріал, вразливий до атак вибраного птаха, підсвічується. Успіхи виражаються в очках і зірках.
Новий птах, Сільвер, при активації своєї здатності робить розворот в повітрі та стрімко падає вниз. Ред отримав здатність розкидати предмети своїм щебетом.
У гру введено руйнометр, який вимірює руйнування і при заповненні дає нову картку, як правило, аналогічну останній використаній. В разі невдачі тепер можна перезапустити рівень, заплативши певну кількість самоцвітів, що отримуються за проходження гри чи внесенням плати реальними грошима. Якщо самоцвітів не вистачає, гравець може переграти рівень, втративши одне життя. Життів початково дається 5 і з часом втрачені поновлюються.
Angry Birds 2 має систему досягнень і змагань з друзями. По завершенню 25 рівнів відкривається доступ до Арени, де можна змагатися з іншими гравцями з усього світу, проходячи безкінечних рівень зі змінними підрівнями. Подібно до Angry Birds Epic, учасники розподіляються за лігами, відповідно до своїх успіхів. Між рівнями чи за участь в Арені гравець знаходить пір'я, які підвищують рівень певного птаха. Вдосконалені птахи приносять більше очок.
Графіка стала більш деталізованою і анімованою. Так перед початком кожного рівня можна побачити, як складаються укріплення, а після атаки уламки і свині можуть "вилітати в екран". Перед битвами з босами демонструються анімовані вставки. На рівнях зустрічаються допоміжні об'єкти, як квітки, що відкидають впалі на них уламки і свиней.
Одразу після випуску доступні 9 епізодів: Feathery Hills, New Pork City, Eggchanted Woods, Chirp Valley, Shangham, Greasy Swamp, Greenerville, Steakholm, Misty Mire.